# Скадовський Сергій Балтазарович

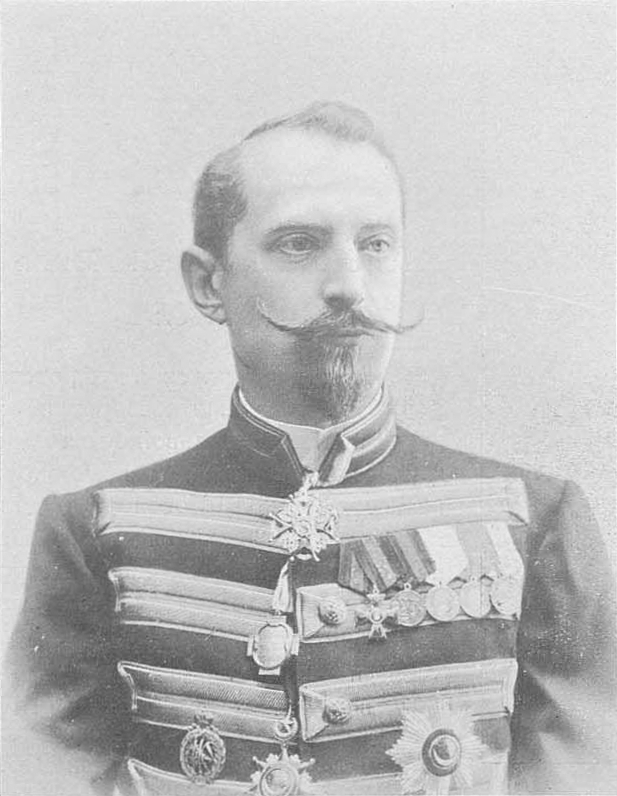

Сергі́й Балтаза́рович Скадо́вський (2 березня 1863, Херсон, Російська імперія — 15 червня 1918, Скадовськ, Українська Держава) — український поміщик польського походження, громадський діяч, благодійник, засновник Скадовська.

## Життєпис
Був нащадком польського шляхетського роду гербу Доленга. Його дід Яків Якович Скадовський перебрався до Херсона після третього поділу Польщі (1795).
Сергій Балтазарович отримав агрономічну освіту в Німецькій імперії, в 21 рік успадкував батькове майно: 33 тис. десятин землі, 35 тис. тонкорунних овець, два табуни коней (близько 500 голів) i велику кількість рогатої худоби. Маєток Зоринка, що належав тітці, спочатку перейменував в Олександрівку на честь тестя, а після утворення поштової контори — в Балтазарівку, на честь батька, оскільки в Російській імперії було багато Олександрівок і постійно плутали адреси.
У 1886 визначений на службу почесним членом «Херсонського губернського піклування дитячих притулків», з 1889 по 1895 — почесний мировий суддя по Дніпровському повіту Таврійської губернії. 1893 починає будувати пристань i нове містечко. 
Був значним благодійником того часу, в 1899 передав 5 000 пудів проса незаможникам Дніпровського повіту.

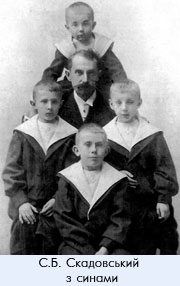

З 1887 обирався предводителем дворянства Дніпровського повіту Таврійської губернії, переобраний на цю посаду в 1890 та 1893 р. Камерґер Двору Його Імператорської Величності (1902). Дійсний статський радник (1904). Голова повітових (1887–1897), а потім, у 1897–1906, губернських Земських Зборів (аналог сучасного голови обласної ради). В 1904 у Харбіні та 1915 на Західному фронті Скадовський займався організацією польових шпиталів Червоного Хреста.
У 1906 обраний у Державну Раду, котра була верхньою палатою тодішнього російського парламенту. Під час роботи в Раді брав участь у ряді закордонних візитів російських парламентарів. У 1912 вибув зі складу Державної Ради.
У 1913-1917 обраний гласним (депутатом) земських зборів Дніпровського повіту і був одним з чотирьох гласних Таврійської губернії від Дніпровського повіту. Був також почесним мировим суддею Сімферопольського повіту, попечителем Сімферопольського реального училища та дитячого будинку Таранова — Бєлозерова.
Сергій Балтазарович Скадовський помер на 56 році життя від паралічу серця у Скадовську. Похований у Свято-Сергіївській церкві поряд із дружиною, але в 1930-ті здійснено їх перепоховання на міському кладовищі.
У 2007 на могилі подружжя було встановлено гранітний пам'ятник зі словами: "Я хотів би створити привітне місто, в якому всім людям приємно було б жити. Засновнику міста і порту Сергію Балтазаровичу Скадовському, на честь 113-ї річниці з дня заснування міста Скадовська від вдячних портовиків", викарбуваними на ньому.

## Родина

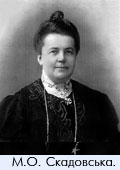

У 1887 з Асканії-Нової до Сімферополя на кінські перегони приїхала Софія Богданівна Фальц-Фейн з дочкою Лідою та племінницею Марією Олександрівною Шліппе (1868, Москва — 1917, Херсон). Знайомство Скадовського зі Шліппе закінчилося тим, що 1888 року одружився в Москві з Марією Олександрівною.
Під час першої світової війни у 1914 Марія Олександрівна за власні кошти організувала в Скадовську лазарет на 39 місць для поранених. Добровільно пішла сестрою милосердя Червоного Хреста на західний фронт під Львовом, за цю роботу була нагороджена медаллю «За хоробрість» i Георгіївською стрічкою. Значні сімейні та громадські навантаження негативно вплинули на стан її здоров'я і восени 1917, в Херсоні, вона померла, коли поверталася з чоловіком з Петрограда до Скадовська. Похована на старому цвинтарі у Скадовську поруч з чоловіком.

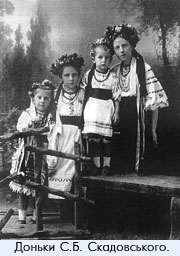

З Марією Олександрівною С. Б. Скадовський мав чотирьох синів та чотирьох доньок. Із дітей пережили революційні часи ХХ ст. лише два сини — Сергій і Олександр.

## Нагороди
Мав ордени Святого Станіслава 1-го, 2-го i 3-го ступенів, Святого Володимира 3-го i 4-го ступенів та османський орден «Османіє» 2-го ступеня. Окрім того, срібну медаль на пам'ять коронування (1896) для носіння на Андріївській стрічці, Романівський знак 2-го ступеня та срібну медаль на пам'ять про Олександра ІІІ на Олександрійській стрічці. Останній свій орден від імператора Миколи ІІ — Орден Святої Ганни першого ступеня з зіркою — Сергій Балтазарович отримав 1 січня 1917.

## Ушанування пам'яті
До сторіччя Скадовська в місті відкрито пам'ятник С. Б. Скадовському. Його іменем у 2000 названо українське торгове судно «Сергій Скадовський». З 1999 — Почесний громадянин міста Скадовська (посмертно).

## Галерея

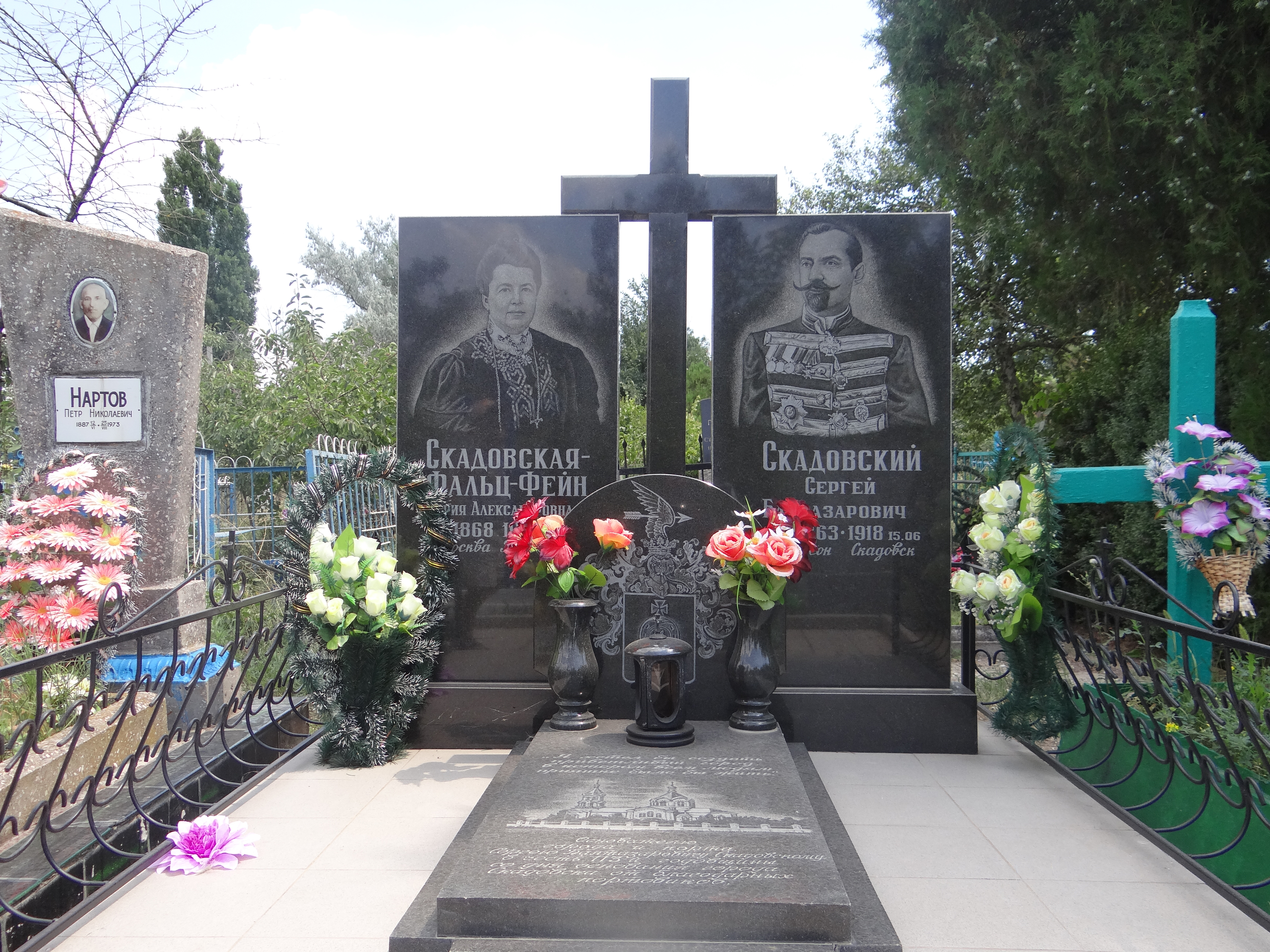
Могила Скадовських на старому міському цвинтарі